# الحبيب اللوز

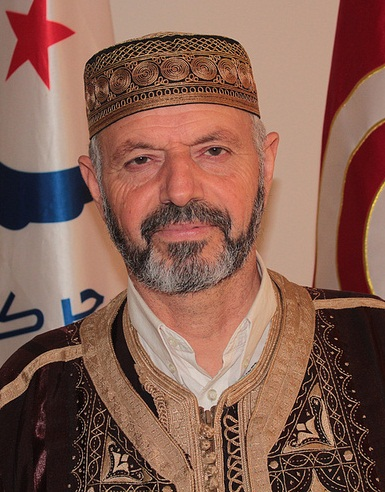
الحبيب اللوز.

الحبيب اللوز (1953-) هو قيادي في حزب حركة النهضة وعضو المجلس الوطني التأسيسي. تولى رئاسة الحركة بين جوان 1991 حتى تاريخ إيقافه في سبتمبر من نفس العام.

## السيرة الذاتية
واصل الحبيب اللوز تعليمه الابتدائي والثانوي في صفاقس، ثم دخل إلى كلية العلوم الاقتصادية والتصرف بصفاقس. حصل على شهادته الأولى سنة 1973، ثم عمل في السنوات السبعين كمقاول، قبل أن يكرس دراسته في الوعظ والدين الإسلامي والتدريس المتنقل بين المساجد في صفاقس.

أدين غيابيا ب10 سنوات سجن بعد أزمة 1981، ولذلك ذهب للعيش في الجزائر هو وعائلته، ثم عاد إلى تونس سنة 1984 بعد وفاة والدته.

يعتبر الحبيب اللوز من المؤسسين لحركة الاتجاه الإسلامي (التي أصبحت حركة النهضة فيما بعد) حيث ترأس هيئة مجلس الشورى بين 1980 و 1991، وبعد ذلك ترأس الحركة نفسها من يونيو إلى سبتمبر 1991، تاريخ اعتقاله.

بعد الثورة التونسية، أصبح الحبيب اللوز نائبا في المجلس الوطني التأسيسي الذي انتخب في 23 أكتوبر 2011، عن حركة النهضة في «دائرة صفاقس 2».

### تتبعات قضائية
في 14 سبتمبر 2022، قامت السلطات الأمنية المختصة بالبحث في جرائم «الإرهاب» في ولاية صفاقس بإيقاف النائب السابق الحبيب اللوز على ذمة التحقيق وذلك بعد الإشتباه في تورطه في شبكات تسفير تونسيين إلى بؤر التوتر خارج البلاد التونسية. وفور إيقافه، انتشرت أنباء عن نقله إلى المستشفى على إثر إصابته بوعكة صحية.